# Герб Ялты
Герб Ялты — один из официальных символов города Ялта, наряду с флагом. В текущем виде был утверждён решением Ялтинского городского совета № 162 от 29 сентября 2005 года. Решением горсовета № 19 от 13 февраля 2015 года в герб были внесены некоторые изменения: цвет поля с красного изменён на пурпурный, исключён картуш, изменена форма девизной ленты, а текст девиза переведён на русский язык.

## Описание
Геральдическое описание большого герба:

Герб города Ялта представляет собой четырёхугольный, с закругленными нижними углами, заостренный в оконечности рассечённый геральдический (русский) щит. Правое поле пересечено 6 раз четырьмя пурпурными и тремя лазоревыми полосами. Левое поле пурпурное. В сердце щита наложенный стоящий золотой обернувшийся лев. В лазоревой главе положены скрещенные золотые ветви лавра и винограда. Щит увенчан серебряной трёхглавой «башней достоинства» и золотой пальмовой ветвью. Щитодержатели золотые морские коньки, удерживающие хвостами под щитом серебряную девизную ленту с золотыми буквами «Южная столица».

## Обоснование символики
Герб Ялты отражает, языком символов и аллегорий, природные, исторические и культурные особенности города. Символика главной фигуры герба — золотой лев многозначна:
- лев является символом огня и Солнца, что характерно для Ялты, с её климатом с почти 300-ми солнечными днями в году;
- лев олицетворяет царственную власть, так как Ялта с 1826 года становится местопребыванием императорской семьи. А с 1852 года — официальной летней резиденцией Российских императоров. В советский и постсоветский периоды Ялта — место официальных резиденций руководства страны и республик;
- лев — знак зодиака официального «Дня города»;
- лев, символизируя бдительность (в средние века), в Ялте идеальный страж дворцов (Ливадийский, Воронцовский, Массандровский, Юсуповский и т.д.), резиденций, вилл, мостов и т.п.
- лев символизирует красоту и совершенство, как и гармония природных стихий Ялты — климат, горы, море, водопад Учан-Су и нарождённый вулкан Могаби.

Золотая фигура стоящего льва объединяет два поля: пурпурное — символ царской истории города (достоинства, силы, могущества, благородства, почета и славы) и поле, пересеченное пурпурными и лазоревыми полосами, — символ уникальности административно-территориального устройства Большой Ялты (посежи, города). Крестообразно положенные в лазоревом поле (символ красоты и величия) две золотые ветви, лавровая и виноградная. Ветвь с гроздью означает виноделие, преуспевающее на южном берегу Крыма; лавровая ветвь (по версии обоснования герба 1844 года) указывает единственное место в России, где лавр может расти на открытом воздухе; равным образом напоминает (по версии обоснования герба 1844 года) одержанную в 1774 году вблизи Алушты (45 км от Ялты) Кутузовым М. И. победу над турецким десантом.
Щит увенчан серебряной «короной достоинства» и золотой пальмовой ветвью с 25-ю лучами, как символ «пальмы первенства» в преуспевании проведения мировых мирных конференций (Ялтинская 1945 года), саммитов и конгрессов, а также, субтропического климата. Природную символику герба подчеркивает золото — символ богатства, стабильности, уважения и солнечного тепла; серебро — символ чистоты, совершенства, мира и взаимопонимания.
Герб имеет щитодержатели в виде золотых морских коньков, что символично для Ялты, как морского порта. Они удерживают серебряную девизную ленту с золотой надписью «Южная столица» — так как в летний период Ялта становится крупнейшей политической и культурной площадкой стран СНГ и мира.

## История
Ялта, согласно легенде, основанная греческими мореплавателями, существовала уже в III веке. К России она отошла во временя присоединения Крыма к Российской империи в апреле 1783 года.

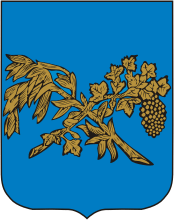
Герб Ялты 1844 года

В 1839 году генерал-губернатор М. С. Воронцов обратился за помощью в разработке гербов для уездов Таврической губернии к Одесскому обществу истории и древностей. В частности он попросил общество разработать новые герб для Ялты и уезда. Для герба Ялты был предложен герб в виде лавровой и виноградной золотых веток, расположенных в синем поле.
17 ноября 1844 года вместе с другими гербами Таврической губернии был утвержден Ялты и Ялтинского уезда:

Среди голубого поля крестообразно положенные две золотые ветви, лавровая и виноградная; ветвь с гроздом означает виноделие, преуспевающее на южном берегу Крыма, лавровая ветвь указывает единственное в России место, где лавр может расти на открытом воздухе; равным образом припоминает одержанную в 1774 году вблизи Алушты, у деревни Шумы, генералом Михаилом Илларионовичем Голенищевым-Кутузовым победу над турецким десантом, и место, где этот незабвенный полководец получил знаменитую в истории медицины рану в глаз.
В 1868 году, в соответствии с геральдической реформой Б. Кене,  был подготовлен проект герба Ялты:

В лазоревом щите, усеянном серебряными виноградными листьями, золотая виноградная ветвь в столб. В вольной части герб Таврической губернии. За щитом якоря, соединённые Александровской лентой.

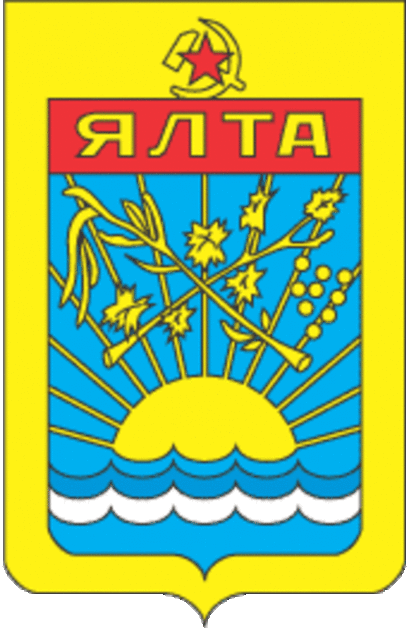
Герб Ялты 1968 года

Герб советских времён утверждён решением Ялтинского горисполкома № 659 от 12 декабря 1968 года:

Герб города олицетворяет природные и климатические условия Ялты. Наличие на гербе красного и голубого цвета отображает цвета государственного флата УССР. В состав герба входят: море, солнце, виноградная лоза и лавровая ветвь. В верхней его части изображены серп и молот.
 Автор герба — Алексей Николаевич Милашевич.
Современный герб Ялты утверждён решением Ялтинского горсовета №162 от 29 сентября 2005 года. Описание гласило:

Щит рассеченный, правое поле пересечено 6 раз четырьмя красными и тремя синими полосами. Левое поле красное, в центре – идущий золотой лев с повернутой назад головой. В синей главе положены скрещенные золотые ветви лавра и винограда. Щит на картуше увенчан золотою «короной достоинства» и пальмовой ветвью. Щитодержатели: морские коньки удерживают под щитом серебряную ленту с девизом золотыми буквами: «Yalta urbs meridialis» 

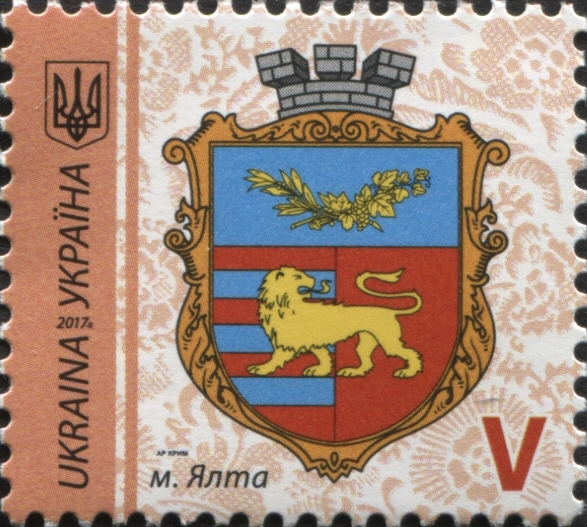
Марка Украины, 2017

По словам автора герба: «за основу нового герба Ялты взят герб от 1845 года... Щит рассечённый, краски имеют символическое значение, поэтому нельзя ни изобретать новых, ни произвольно менять цвета, общепринятые в геральдике. Красное левое поле олицетворяет прошлое — достоинство, храбрость, силу. Правое поле пересечено семь раз — четыре красные и три синие полосы. Это — настоящее города с его землями и поселками. В центре герба — золотой лев с повернутой назад головой. Лев — символ светоносной силы Солнца, олицетворяет Божественную власть, силу, покровительство и защиту. В средневековье считали, что лев спит с открытыми глазами, поэтому скульптуры этих животных устанавливают как стражей у ворот усадеб, дворцов, на мостах. Герб увенчан трёхглавой серебряной башней, подчеркивая особый статус города. Пальмовая ветвь, венчающая башню, символизирует мирные конференции, саммиты и подчеркивает субтропический морской климат. Щитодержатели — морские коньки — удерживают серебряную ленту с девизом города, который в переводе с латыни обозначает "Ялта — южная столица"».

Герб Ялты образца 2015 года

Малый герб Ялты образца 2015 года

После аннексии Крыма решением Ялтинского горсовета № 19 от 13 февраля 2015 года  герб Ялты переутверждён с некоторыми изменениями: девиз переведён на русский язык, форма щита изменена на французскую. Утверждены варианты герба: большой, средний и малый.